# Jacksonia furcellata

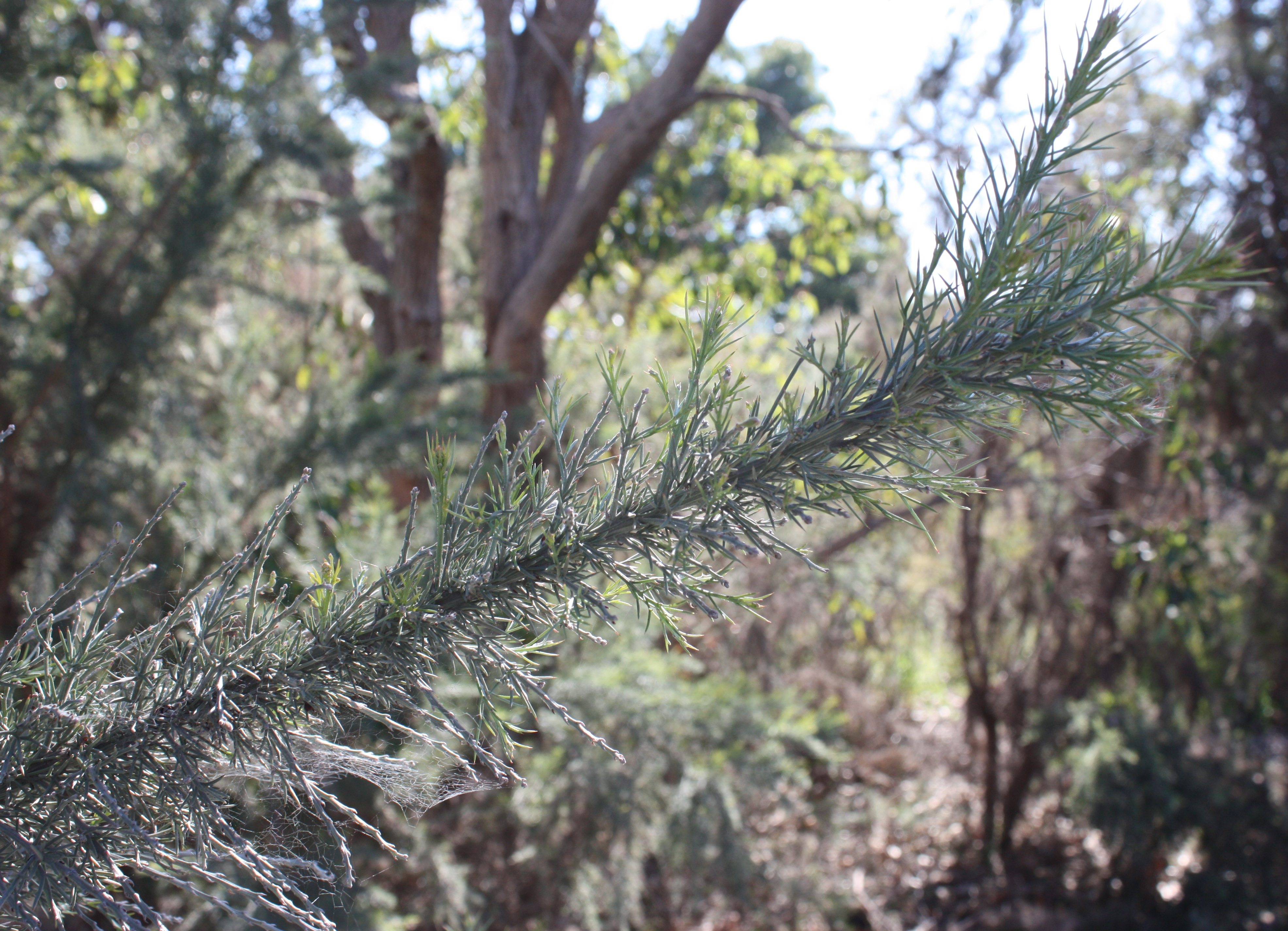
foliage

Jacksonia furcellata, thường được biết đến với tên Grey Stinkwood, là một loài cây bụi không lá hoặc thân gỗ nhỏ trong họ Đậu. Nó được tìm thấy ở phía nam của Tây Úc.